# Fürtös gyöngyike
A fürtös gyöngyike (Muscari neglectum) a spárgavirágúak rendjébe és a spárgafélék családjába tartozó növényfaj.

## Jellemzői
Száraz gyepekben, sziklás helyeken, tölgyesekben közönséges, de kertek díszeként is termesztett, hagymás növény. Sötétkék vagy kékeslila, gömbölyded, illatos virágai kb. 5 mm-esek, hosszúkás, összeforrt húsos lepellevelekből állnak. A pártacimpák kicsik, fehéresek. A virágok a tőkocsányon ülnek, rövid fürtös virágzatot alkotnak, melynek felső virágai terméketlenek. Levelei keskeny szálúk, tőállók, színükön csatornásak, felső részükön visszahajlók, a tőkocsánynál hosszabbak. Március-áprilisban virágzik. Termése háromszögletű, sokmagvú toktermés.

## Elnevezései
Népies nevei: béka- vagy kígyóhagyma, kék gyöngyvirág, kígyóvirág, mezei jácint, pézsmabimbó, szőlőjácint.

## Képek

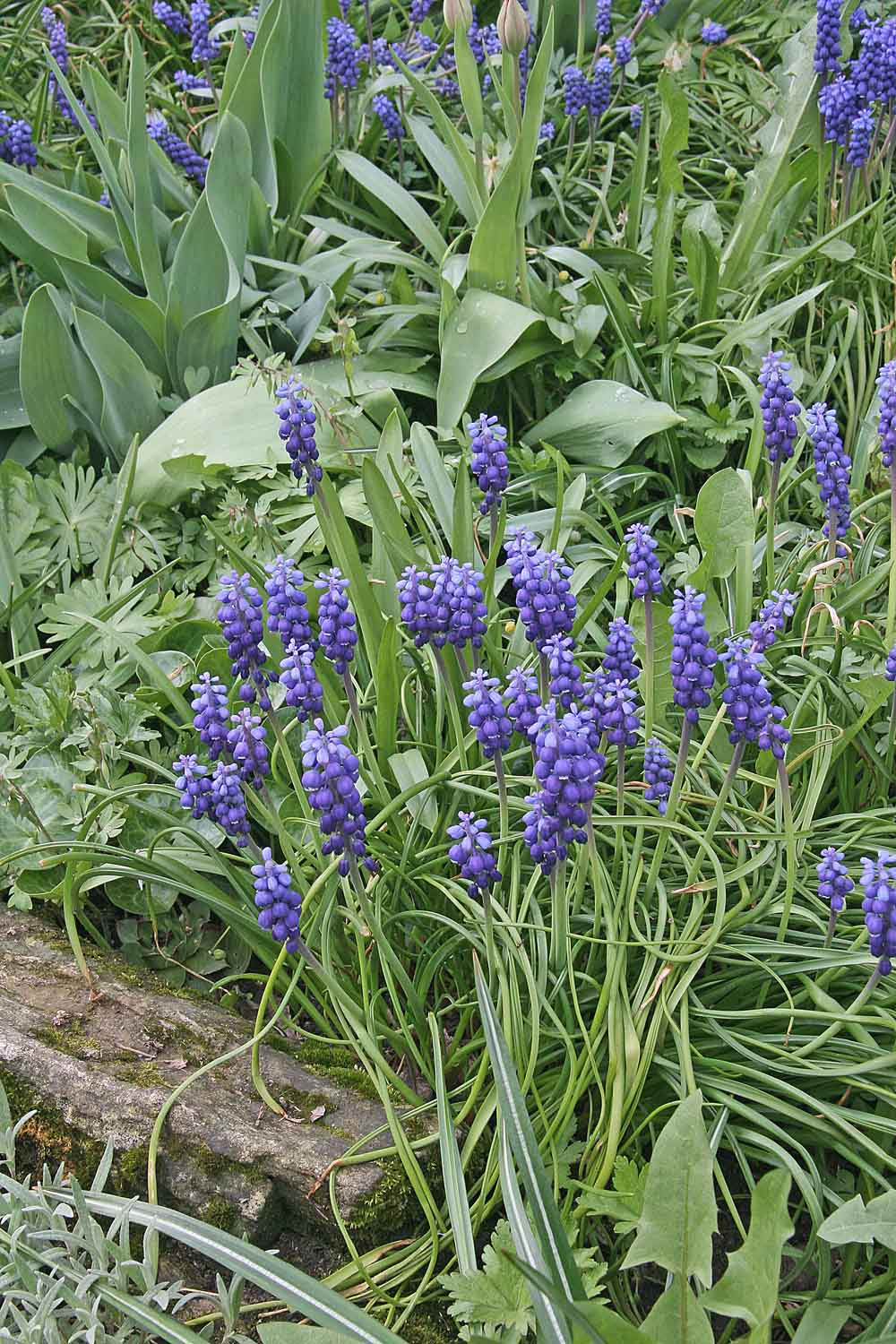
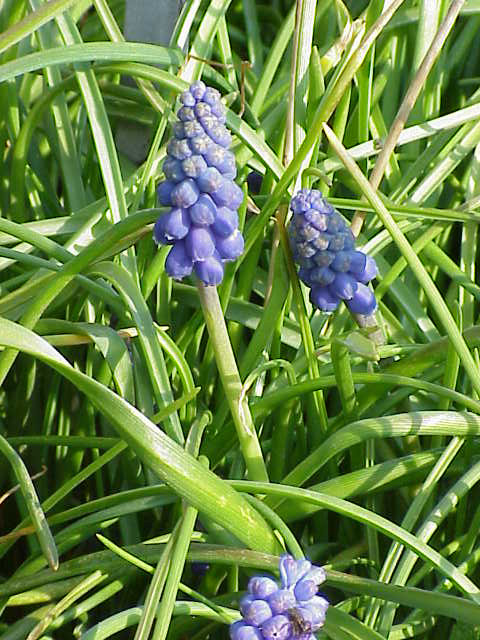
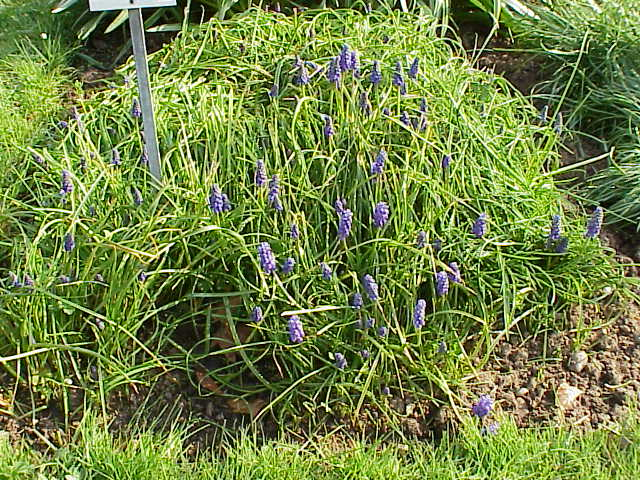
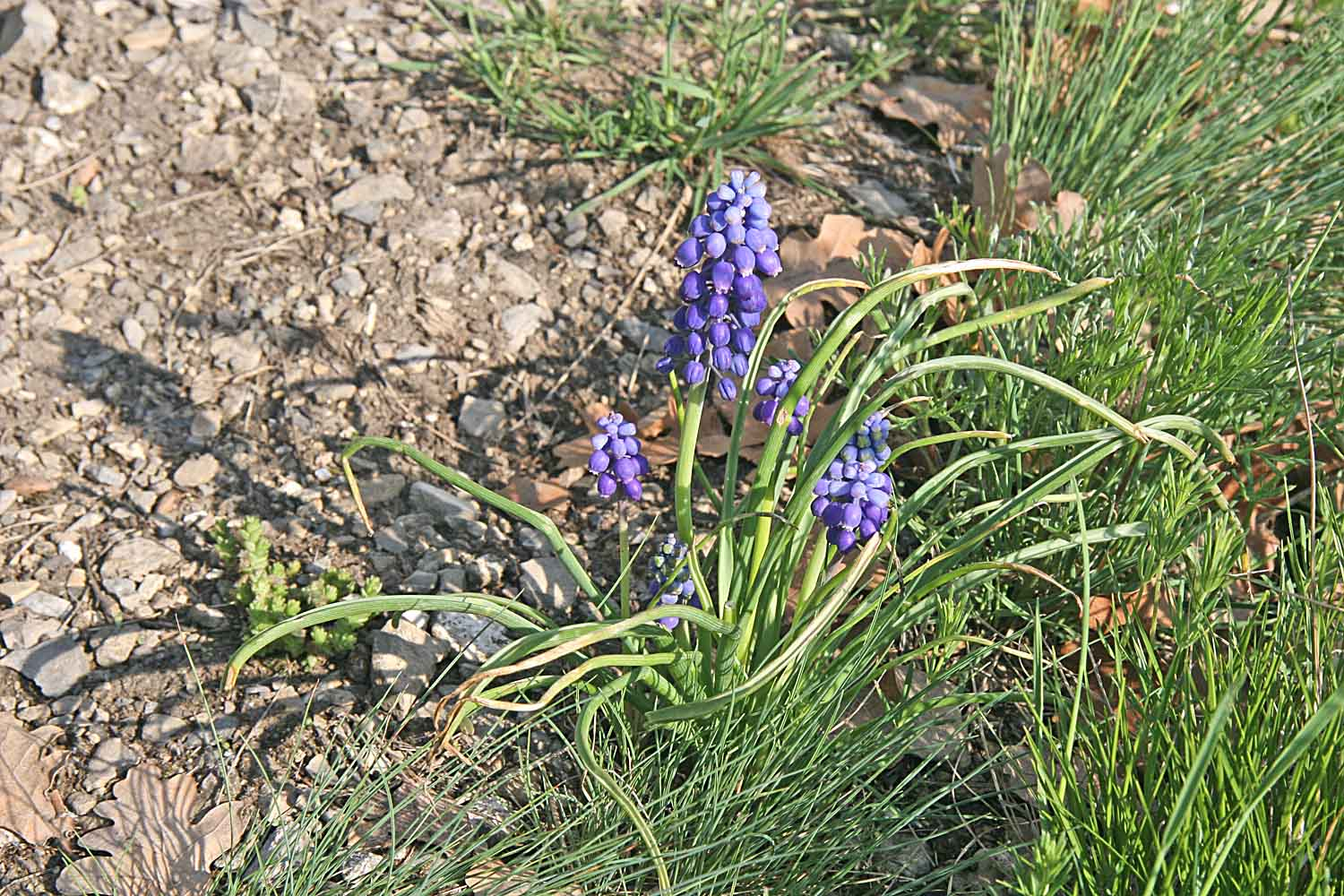
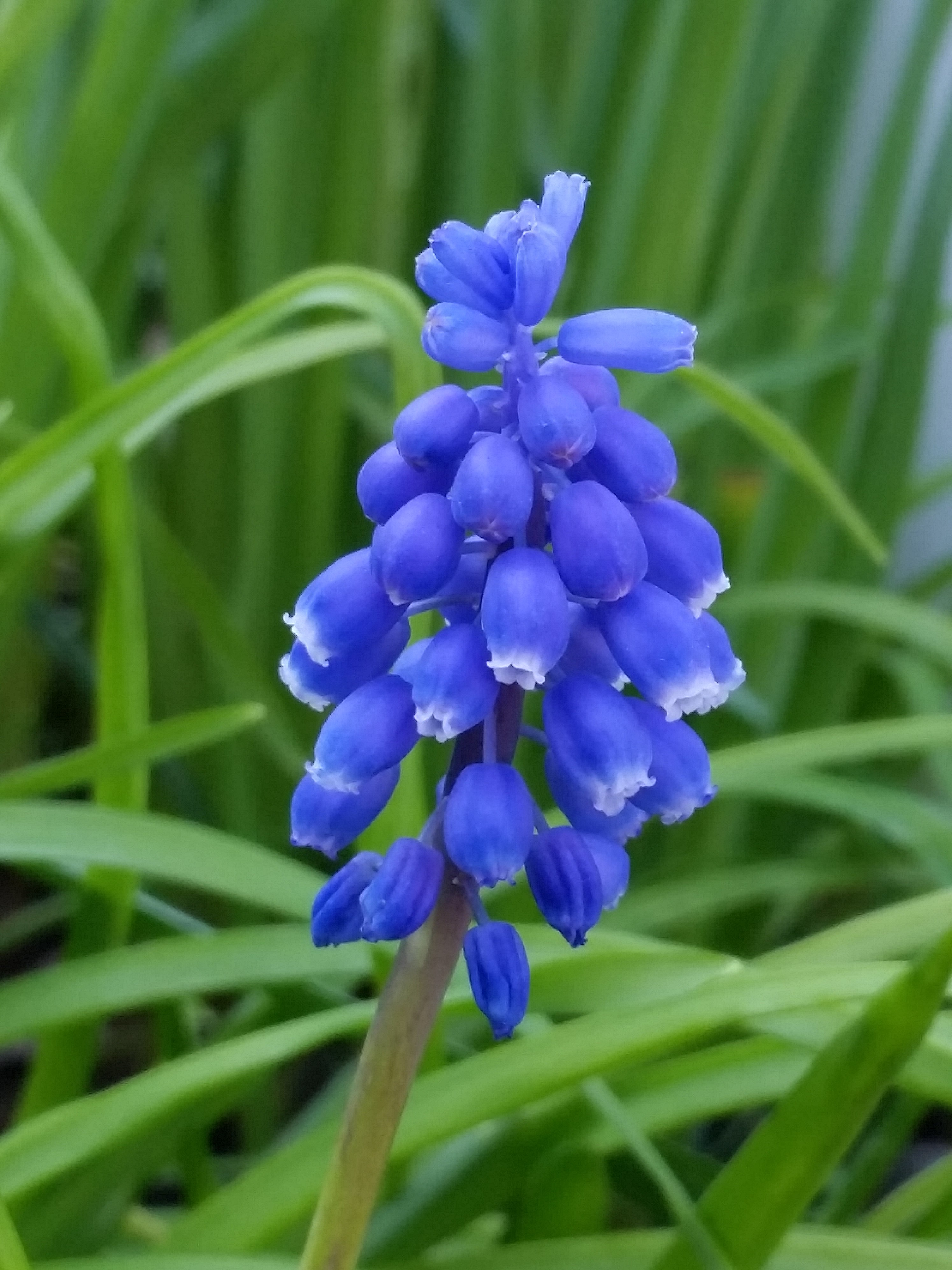
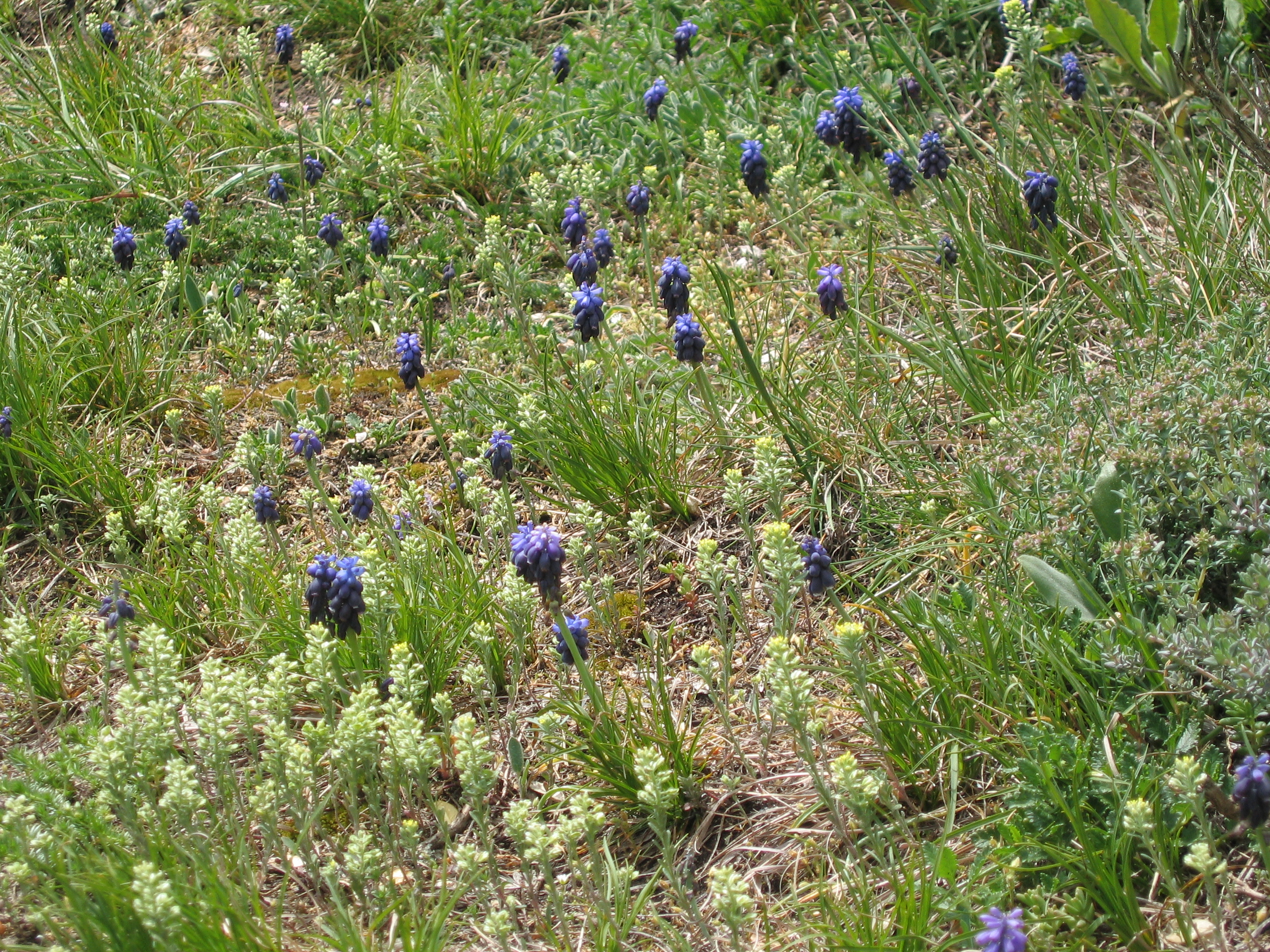
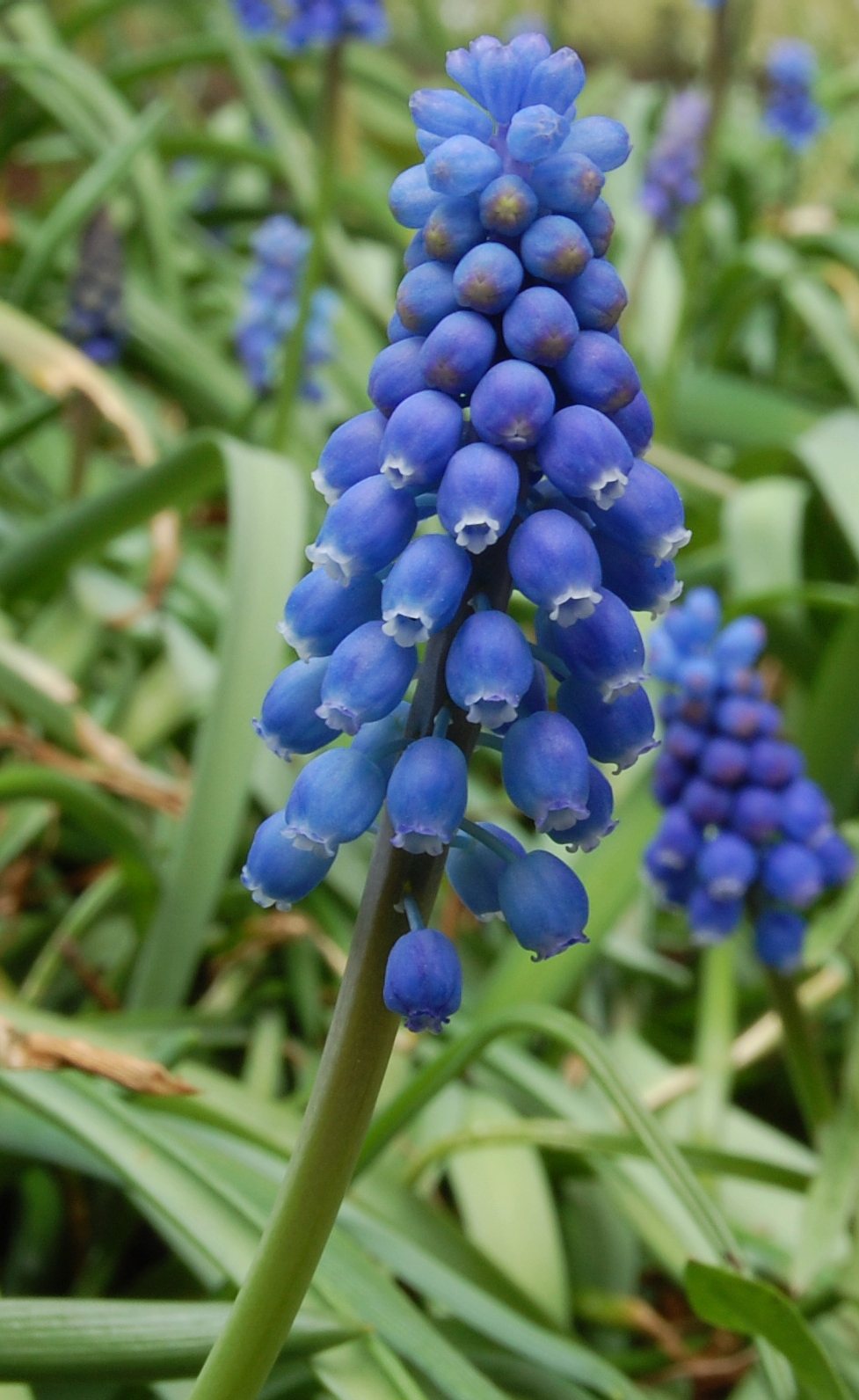
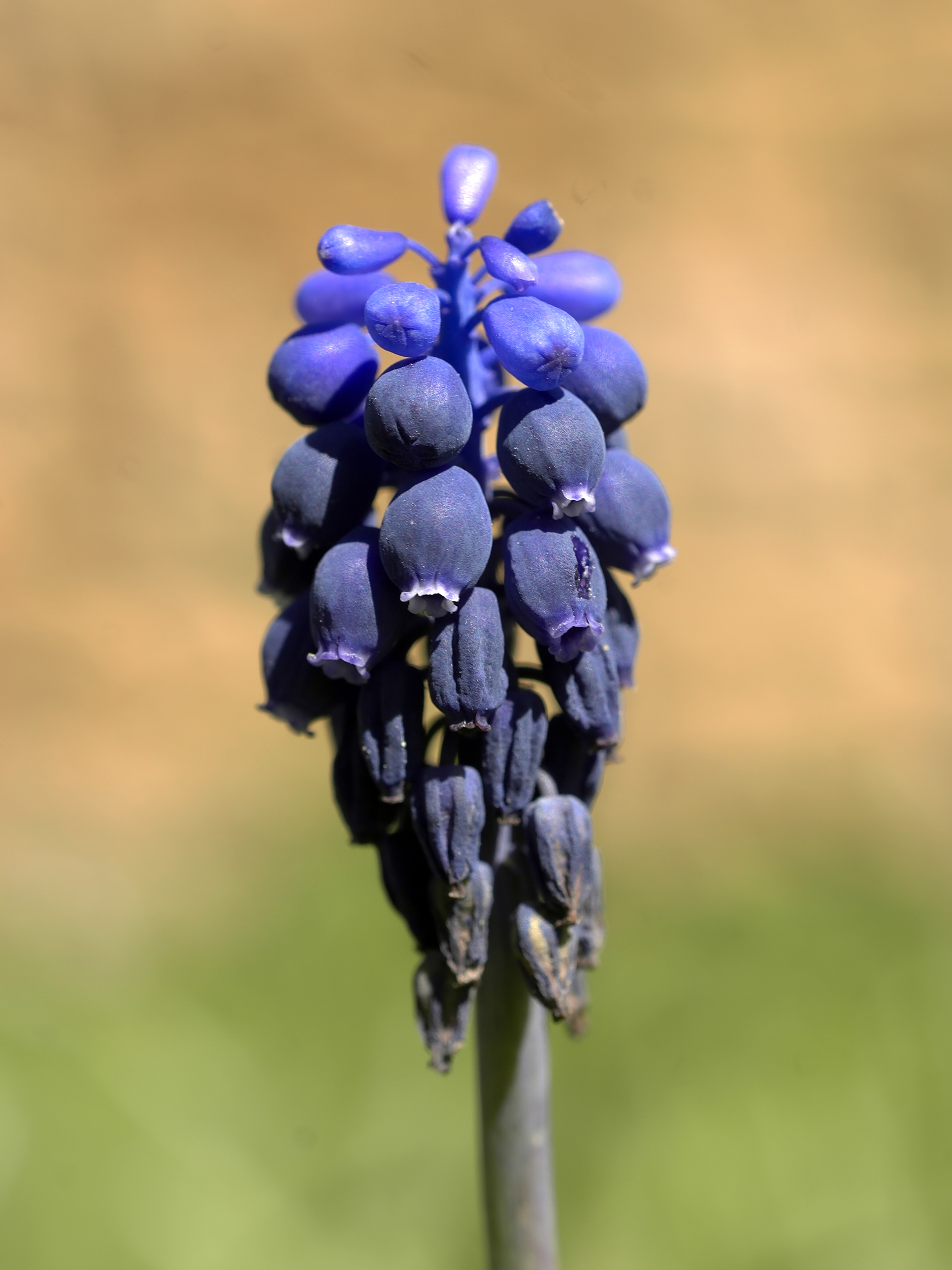
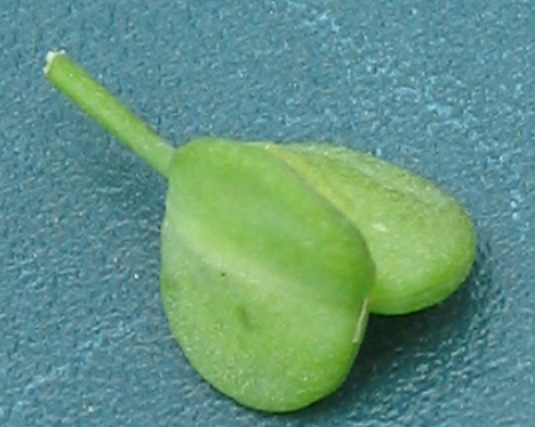
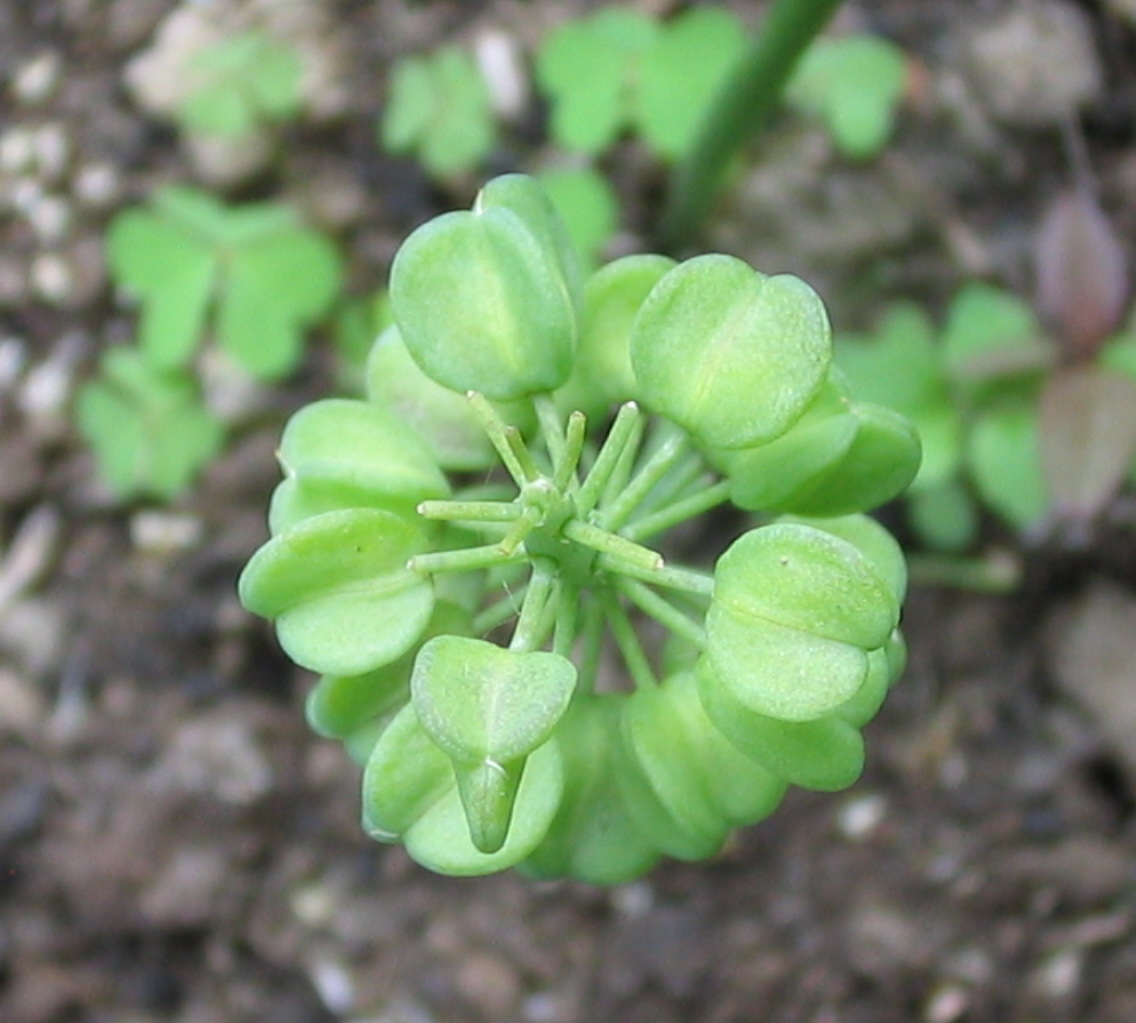
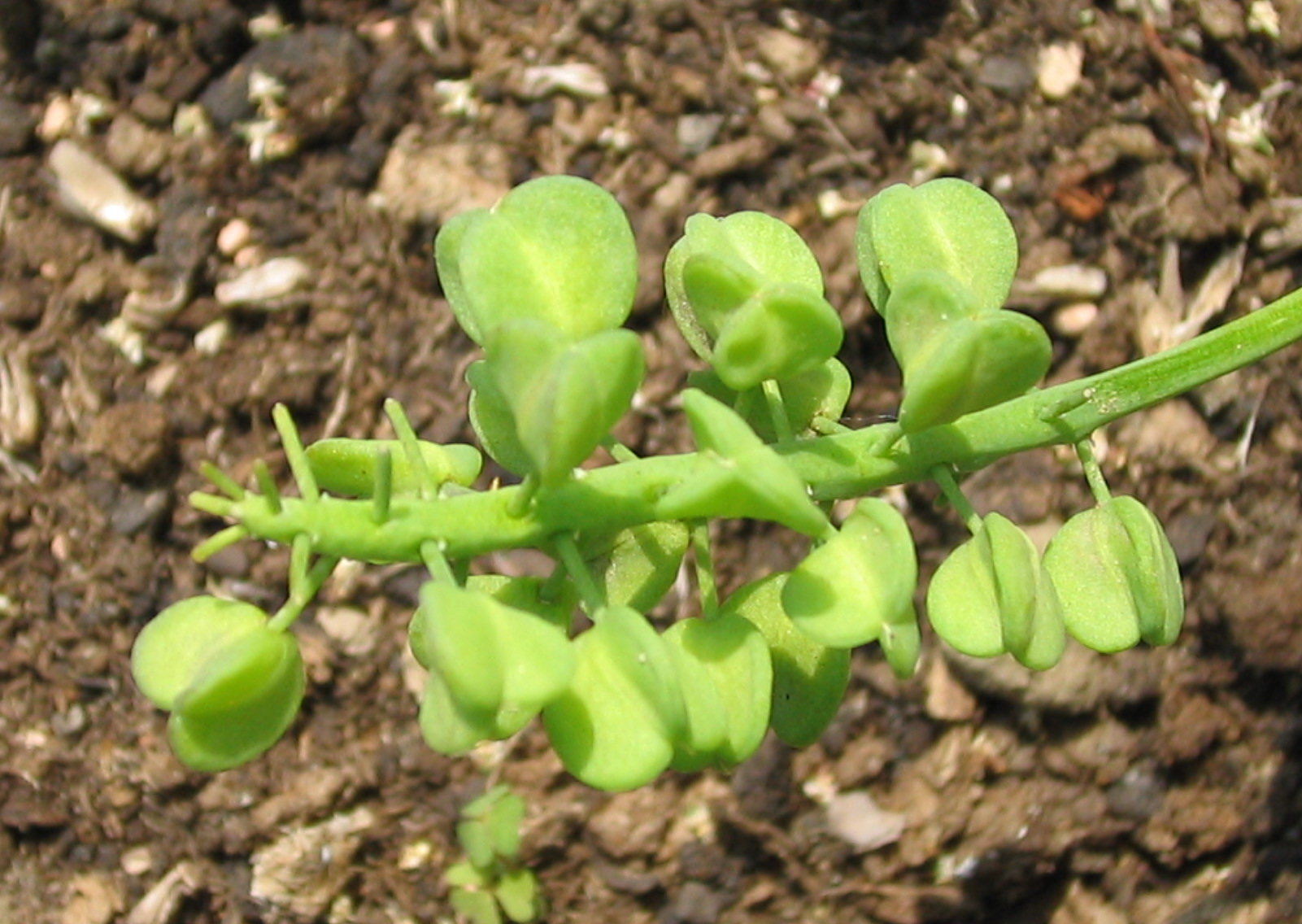
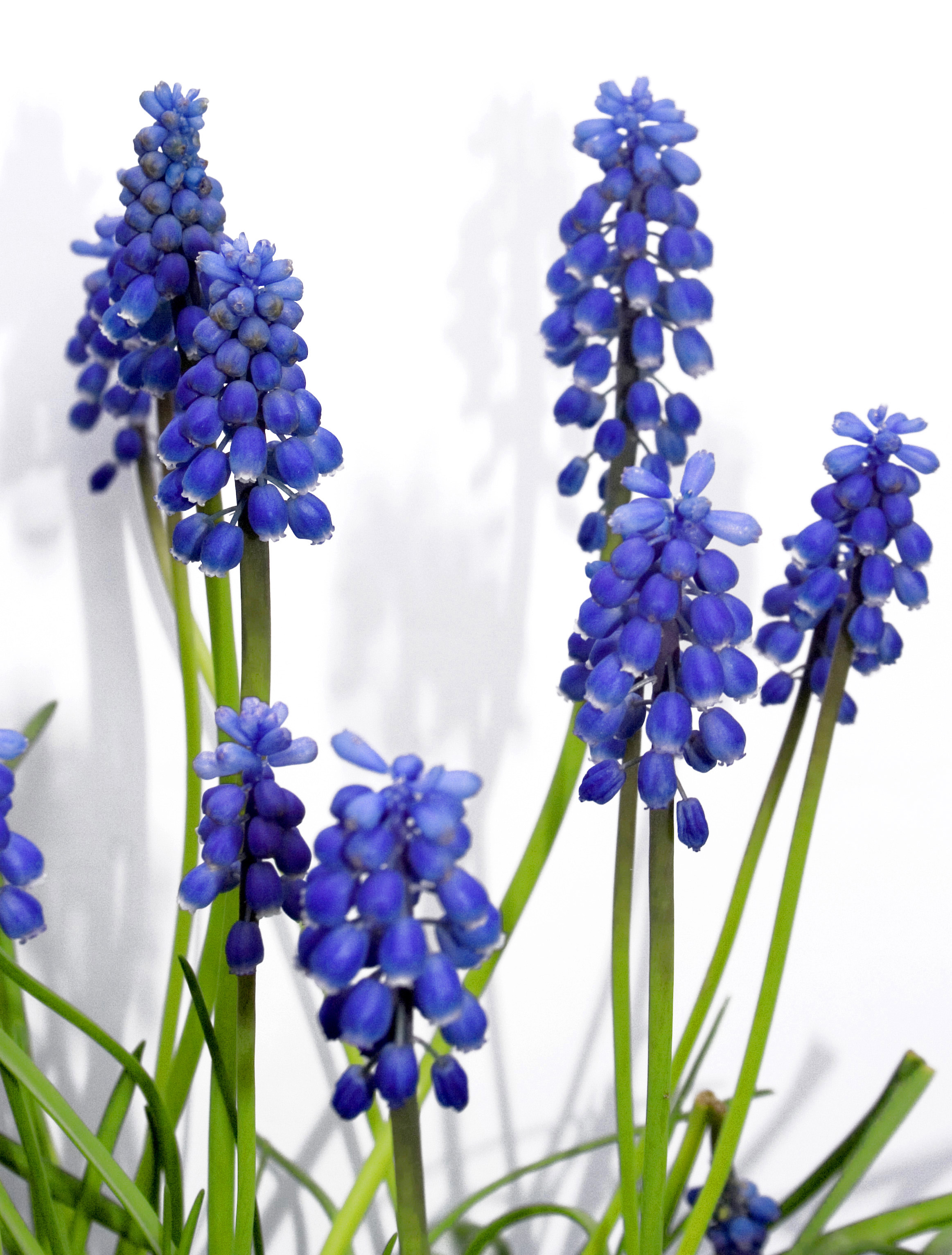